# メアリー・ヴォー・ウォルコット

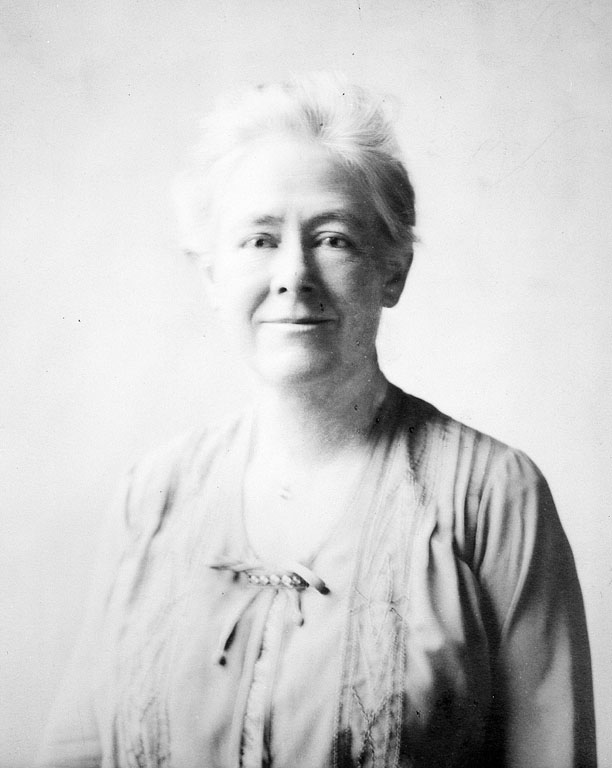
メアリー・ヴォー・ウォルコット

メアリー・ヴォー・ウォルコット（Mary Morris Vaux Walcott、1860年7月31日 – 1940年8月22日）はアメリカ合衆国の水彩画家、博物学者である。多くの野生の花の水彩画を残した。

## 生涯
フィラデルフィアの裕福なクエーカー教徒の家に生まれた。学校を卒業した後、水彩画に興味を持った。家族の農園で働くかわりに家族旅行で訪れた、カナダのロッキー山脈で見た野生の花の絵を描いた。夏の休暇旅行では、鉱物学を学び、氷河の動きを記録し、写真を取った。19歳の時、母親が亡くなり、父親と弟の面倒をみることになるが、ほとんど毎年、夏には弟たちとカナダ西部を訪れた。この間、熱心に登山をし、写真を撮った。植物学者の依頼で高山植物のアルニカの絵を描くことを依頼され、植物画家として活動するようになった。
52歳でスミソニアン協会の事務局長で古生物学者のチャールズ・ドゥーリットル・ウォルコットと結婚した。夫の仕事を手伝った。1925年に400点の彼女の植物画と解説が加えられた、『北アメリカの野生の花』（"North American Wild Flowers"）5巻がスミソニアン協会から出版された。ワシントンでは大統領夫人、ルー・ヘンリー・フーバーと親しくなった。1927年から1932年の間、連邦原住民委員会の理事を務め、アメリカ西部をで広く旅し、保護区を訪問したが、報告書にはしばしば原住民に対する批判も含まれていた。
75歳の時、新渡戸稲造の妻となった友人のメアリー・エルキントンを訪問するために来日した。
1933年に婦人地理学者協会の会長に選ばれた。1935年にスミソニアン協会が出版した、北米の食虫植物の図集には15枚のウォルコットの絵が収録された。1927年に夫が没した後、カンブリア紀、先カンブリア紀の研究者を顕彰するチャールズ・ドゥーリットル・ウォルコット賞を設立した。
カナダ、アルバータ州のジャスパ国立公園内のメアリー・ヴォー山に、彼女の名前がつけられている。

## ウォルコットの植物画

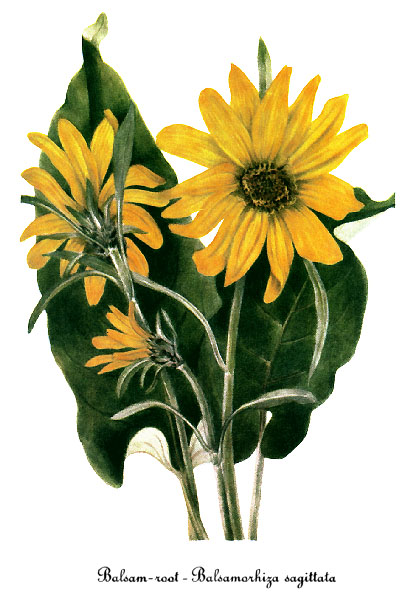
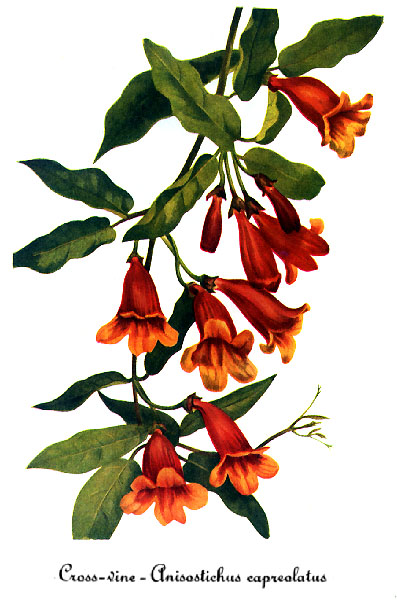
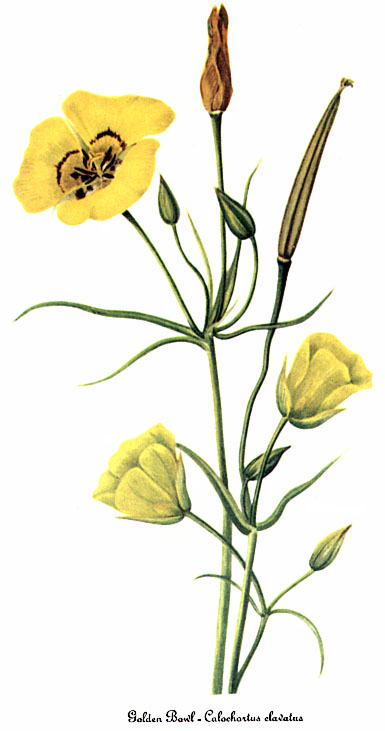
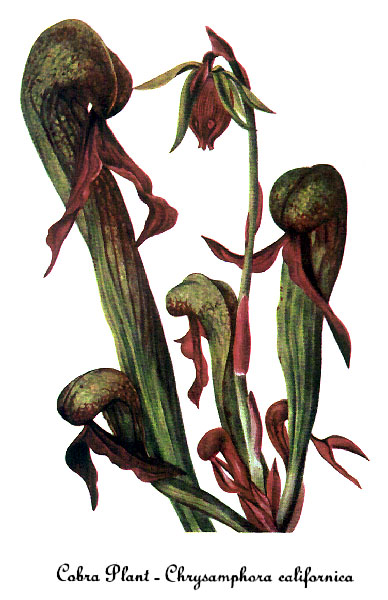

## 出版物
- North American Wildflowers, 5 vols., pub. by the Smithsonian Institution, 1925, repub. 1988 ISBN 0-517-64269-7
- 15 paintings in "Illustrations of American Pitcherplants", pub. by the Smithsonian Institution, 1935